# Бригиттенау
Бригиттенау (нем. Brigittenau) — двадцатый район Вены. Расположен в северной части острова, образованного Дунаем и Дунайским каналом. В южной части этого же острова расположен второй район Вены, Леопольдштадт, из состава которого Бригиттенау был выделен в 1900 году.
Площадь района составляет 5,7 км², население — 85 264 человека (1 января 2021), плотность населения — 15 124 чел./км².
Название района происходит от находящейся на его территории с 17 века часовни Св. Бригитты (Brigittakapelle).
Поскольку как русло Дуная, так и русло Дунайского канала находятся внутри границ района, 21 % территории района занято водными пространствами. Значительная часть территории района была образована путём осушения при регулировании русла Дуная в 1870—1875 годах. Поэтому в Бригиттенау почти нет примечательных исторических мест. Самой известной достопримечательностью Бригиттенау является башня «Миллениум», второе по высоте здание Австрии.

## Население
| Год  | Численность |
| ---- | ----------- |
| 2005 | 80758       |
| 2006 | 81288       |
| 2007 | 81719       |
| 2008 | 81648       |

| Год  | Численность |
| ---- | ----------- |
| 2009 | 81986       |
| 2010 | 82083       |
| 2011 | 82969       |
| 2012 | 83351       |

| Год  | Численность |
| ---- | ----------- |
| 2013 | 83977       |
| 2014 | 84305       |
| 2015 | 85525       |
| 2016 | 85815       |

| Год  | Численность |
| ---- | ----------- |
| 2017 | 86868       |
| 2018 | 87239       |
| 2019 | 86502       |
| 2020 | 86368       |